# Un frère
Pour plus de détails, voir Fiche technique et Distribution.
Un frère est un film français réalisé par Sylvie Verheyde sorti le 26 novembre 1997.

## Synopsis
La vie, les combats et les révoltes d'une sœur et de son frère qui vivent avec leur mère.

## Fiche technique
- Titre : Un Frère
- Réalisation : Sylvie Verheyde
- Scénario : Sylvie Verheyde

## Distribution
- Jeannick Gravelines : Loic
- Emma de Caunes : Sophie
- Nils Tavernier : Vincent
- Emmanuel Nicolas : Tony
- Ann-Gisel Glass : Cristelle
- Karole Rocher : Virginie
- Manu Nicolas : Nicolas

## Distinctions

### Récompenses
- César du meilleur espoir féminin pour Emma de Caunes en 1998
- Meilleure actrice au Festival Paris Cinéma pour Emma de Caunes en 1997

### Nominations
- Prix Michel-Simon de la meilleure actrice pour Emma de Caunes en 1998.
- Alexandre d'or de la meilleure actrice pour Emma de Caunes au Festival international du film de Thessalonique en 1997.